# レンジャー (日本の警察)
本項では、日本の警察の特殊技術訓練（レンジャー）について述べる。

## 概要
警視庁機動隊では、山岳救助や立てこもり事案への対処を想定し、陸上自衛隊第1空挺団の指導協力のもとで、1965年2月より第一・五機動隊員がレンジャー訓練を実施していた。一方、当時は70年安保闘争に対応して機動隊の増強が進められており、1969年1月には第七機動隊が新設され、2月には調布市に移転した。そして同隊の編成にあたり、山地を控えた同地の地理的条件が考慮されて、第七機動隊第一中隊第三小隊にレンジャー要員を結集し、レンジャー小隊として発足することとなった。また1971年からは、警察庁の主催のもと、陸上自衛隊への受託教育として、各管区警察局ごとの全国レンジャー訓練が開始された。
自衛隊のレンジャー訓練は長距離・長期間に渡る挺進行動を想定しており、例えば陸曹・陸士を対象とした部隊集合教育でも9週間の期間を割いているのに対し、警察のレンジャー訓練は「ロープを使用したヘリコプターからの降下訓練や患者を背負っての岩場の移動など、救急活動に必要な能力を身につけるためのレンジャー訓練」と位置づけられており、期間も2週間に短縮されている。現在では、高層建築物や断崖等の現場において、ロープ技能等を駆使して各種活動を実施する常設の機能別部隊として、各警察本部の機動隊にレンジャー部隊が設置されている。
警視庁機動隊レンジャー小隊では、年に1回、空挺団および第13普通科連隊の指導協力のもと、ザイル理論・結索・ザイル技術・山岳救助・ヘリコプターからの降下など13日間の現地訓練を実施していた。また山地を管轄する青梅警察署、五日市警察署、福生警察署との合同救助訓練や民間救助隊との山岳救助訓練も実施された。山岳警備隊として活動するとともに、あさま山荘事件や成田空港管制塔占拠事件などの警備活動、また日本航空123便墜落事故での捜索救難活動にも投入された。そして日韓ワールドカップ警備を控えた2001年、銃器レンジャーと山岳レンジャーに再編された。現在、警視庁機動隊の各隊には銃器対策部隊が設置されているが、ヘリコプターからの降下やザイルを用いての突入は銃器レンジャーのみの特徴である。また特殊急襲部隊（SAT）創設の際には、隊員はレンジャー資格を有する機動隊員を中心に選抜されたとされている。